# Teuchophorus nigricosta
Teuchophorus nigricosta är en tvåvingeart som först beskrevs av Roser 1840.  Teuchophorus nigricosta ingår i släktet Teuchophorus och familjen styltflugor. Arten är reproducerande i Sverige. Inga underarter finns listade i Catalogue of Life.